# LaFee (альбом)
LaFee (с фр. — «Фея») — дебютный альбом немецкой рок-исполнительницы LaFee.
Исполнительными продюсерами и композиторами данной пластинки выступили Боб Арнц и Герд Зиммерман. В поддержку альбома было выпущено 4 официальных сингла. Альбом содержит два дополнительных издания: Special Edition и Bravo Edition. В первое издание вошла песня «Warum» как бонус-трек, а во второе издание вошло 5 пиано-версий треков со стандартного издания и также бонус-трек «Warum». Вдобавок ко всему, есть два DVD-издания Special Edition (Bonus DVD) и Bravo Edition (Enhanced Content), куда вошли видеоклипы, видео-караоке и фотогалерея.

## Список композиций
| №   | Название                         | Перевод                    | Длительность |
| --- | -------------------------------- | -------------------------- | ------------ |
| 1.  | «Prinzesschen»                   | Принцессочка               | 4:18         |
| 2.  | «Virus»                          | Вирус                      | 3:56         |
| 3.  | «Mitternacht»                    | Полночь                    | 4:45         |
| 4.  | «Wo Bist Du? (Mama)»             | Где ты? (Мама)             | 4:41         |
| 5.  | «Verboten»                       | Запрещено                  | 3:47         |
| 6.  | «Halt Mich»                      | Держи меня                 | 3:36         |
| 7.  | «Das Erste Mal»                  | Первый раз                 | 3:18         |
| 8.  | «Du Lebst»                       | Ты живёшь                  | 4:24         |
| 9.  | «Was Ist Das?»                   | Что это?                   | 3:55         |
| 10. | «Lass Mich Frei»                 | Отпусти меня               | 3:27         |
| 11. | «Sterben Für Dich»               | Умереть за тебя            | 2:58         |
| 12. | «Wo Bist Du? (Mama)» (Heavy Mix) | Где ты? (Мама) (Heavy Mix) | 3:39         |

| №                   | Название            | Перевод             | Длительность |
| ------------------- | ------------------- | ------------------- | ------------ |
| 13.                 | «Warum»             | Почему?             | 3:35         |
| Общая длительность: | Общая длительность: | Общая длительность: | 46:99        |

| №  | Название                       | Длительность |
| -- | ------------------------------ | ------------ |
| 1. | «Virus» (Karaoke Video)        | 4:00         |
| 2. | «Prinzesschen» (Karaoke Video) | 3:50         |
| 3. | «Видео со съёмок клипа Virus»  | 2:40         |
| 4. | «Фотогалерея»                  |              |

| №                   | Название                           | Длительность |
| ------------------- | ---------------------------------- | ------------ |
| 12.                 | «Virus» (Piano Version)            | 3:53         |
| 13.                 | «Sterben Für Dich» (Piano Version) | 3:01         |
| 14.                 | «Lass Mich Frei» (Piano Version)   | 2:54         |
| 15.                 | «Das Erste Mal» (Piano Version)    | 3:07         |
| 16.                 | «Mitternacht» (Piano Version)      | 3:01         |
| 17.                 | «Warum»                            | 3:35         |
| Общая длительность: | Общая длительность:                | 62:15        |

| №  | Название                                          | Длительность |
| -- | ------------------------------------------------- | ------------ |
| 1. | «Virus» (Music Video)                             | 4:06         |
| 2. | «Prinzesschen» (Music Video)                      | 3:58         |
| 3. | «Was Ist Das» (Music Video - Онлайн версия)       | 3:50         |
| 4. | «Mitternacht» (Music Video - Режиссёрская версия) | 4:09         |
| 5. | «Фотогалерея»                                     |              |

## Чарты
| Чарт (2006)           | Лучший результат |
| --------------------- | ---------------- |
| Austrian Albums Chart | 1                |
| German Albums Chart   | 1                |
| Swiss Albums Chart    | 19               |